# Maria de Cléofas
Maria de Cléofas (hebraico: מרי של קליאופס; grego: Μαρία του Κλεόπας; latim: Maria Cleophae) é a tia de Jesus, irmã de Maria de Nazaré, e casada com Cléofas (Cleofas, Cleopas, Clopas), também conhecido como Alfeu.
Segundo as tradições ortodoxas e católicas, esta Maria também é considerada uma santa, e foi na casa desta mulher que Maria de Nazaré ficara após a morte de seu esposo José de Belém, devido ao seu parentesco próximo com os membros desta família que a acolheu (e que a seguiam para onde ela fosse).
A tia de Jesus serviu e acompanhou-no desde a Galileia até à crucificação, e teve a bem-aventurança de ver o Cristo ressuscitado. É mencionada como Mãe de Tiago, Mãe de Tiago e José, Mãe de Tiago Menor e José, Irmã de Maria e Mulher de Cléofas.
Para a maioria das denomimações cristãs, foi mãe de Tiago, Judas Tadeu, Simão e de algumas mulheres não nomeadas na Bíblia. Maria de Cléofas é mencionada como sendo a mãe dos irmãos de Jesus pelos Católicos, devido ao fato do nome de seus filhos serem os mesmo mencionados pelo evangelista Mateus. Porém, os Protestantes acham que o fato dos nomes serem iguais é apenas coincidência, e afirmam que Jesus teve primos e irmãos biológicos.
Sua festa é celebrada no dia 9 de abril no calendário da Igreja Católica.

## Na Bíblia

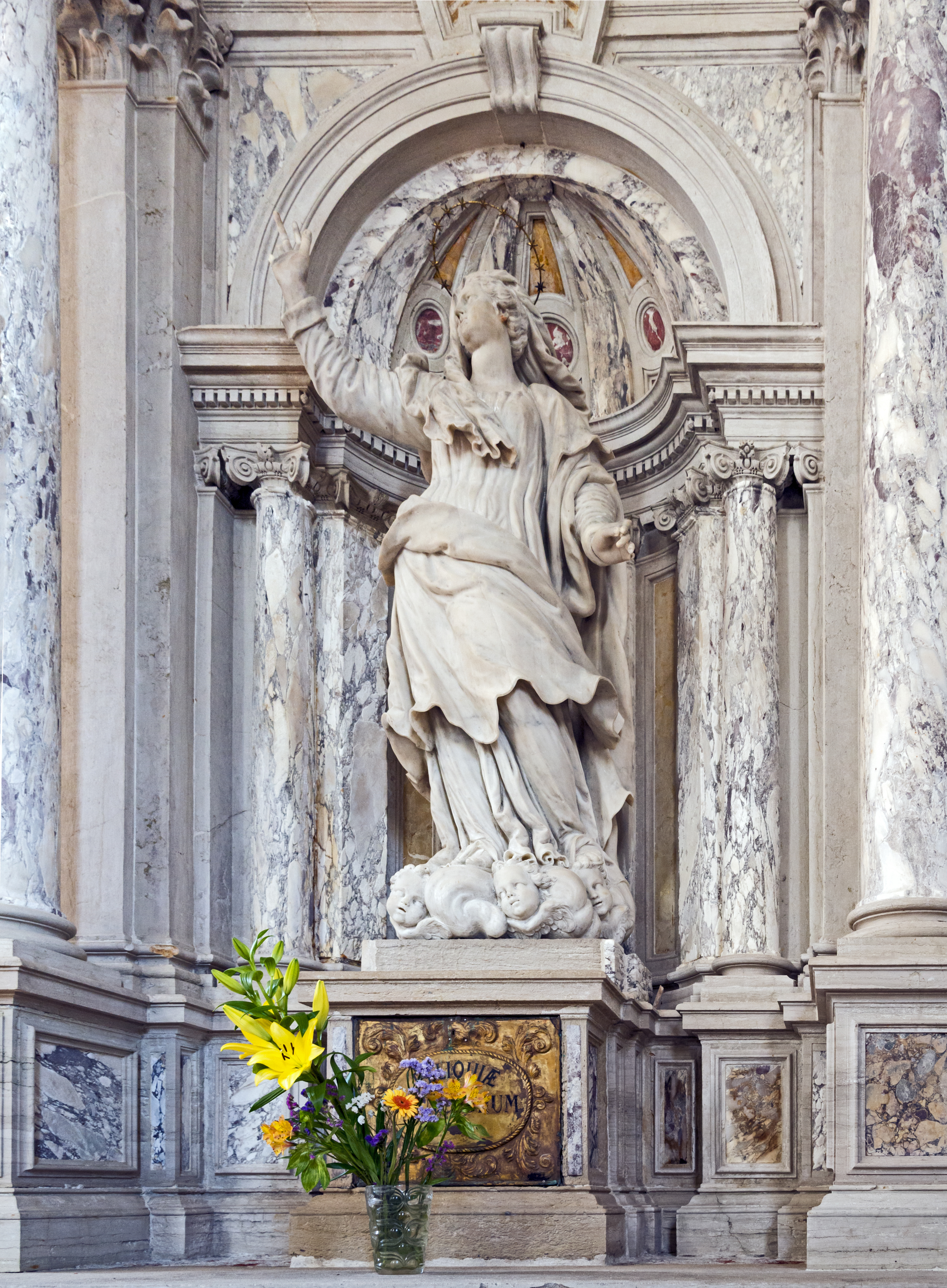
Maria de Cléofas - Veneza

A Sagrada Escritura menciona seis vezes esta Maria, a quem João Evangelista chama de Mulher de Cléofas:

### Maria de Cléofas segundo Mateus
A figura de Maria de Cléofas aparece duas vezes no Evangelho de Mateus. Ela é referida em duas passagens:
- Na primeira ela é denominada como a Mãe de Tiago e José,[5] estando junto de outras mulheres que tinham seguido Jesus desde a Galileia para o servir, e que estava de longe olhando para Cristo na Cruz.
- Na segunda, é denominada (pelo menos pela maior parte dos exegetas bíblicos) como a outra Maria, que acompanha Madalena ao túmulo de Jesus para perfumar a área onde estava o sepulcro de Jesus.[8]

Estes dois capítulos mostram a imagem de uma serva de Cristo que se manteve na fé, mesmo após a morte de Jesus, o que não ocorreu com seu marido, que começou a demonstrar resquícios de incredulidade em Cristo após a sua morte, como mostra o evangelista Lucas.

### Maria de Cléofas segundo Marcos
O Evangelista Marcos a registrou duas vezes:
- A primeira fora no capítulo 15, versículos 40-47, em cujo trecho ela é mencionada como a mãe de Tiago Menor, e José.[10] Neste capítulo é documentado que ela seguiu Jesus desde a Galileia, e que observou com Maria Madalena a deposição do corpo de Cristo no sepulcro.
- Na segunda ela é documentada indo ao sepulcro de Jesus, como sendo a mãe de Tiago, a quem um jovem vestido de branco fala que Jesus ressuscitou, e que era para elas avisarem aos discípulos o que fazer.[11]

### Maria de Cléofas segundo Lucas
O Evangelista Lucas menciona apenas uma vez Maria de Cléofas em seu evangelho, também pelo nome de mãe de Tiago; porém, após uma exegese aprofundada do capítulo 24 de Lucas, notamos que o evangelista mencionou não apenas a aparição para Maria de Cleofas, mas também para seu marido Cleofas, quando ele estava a caminho de Emaús.
Praticamente, o capítulo 24 do Evangelho de Lucas trata somente das aparições de Jesus para seus parentes próximos, uma vez que Paulo documentará que após isso tudo, Jesus apareceu a Tiago, filho de Maria de Cléofas.

### Maria de Cléofas segundo João
O Evangelista João não fala muito sobre ela, mas nos deixou duas informações:
- Ela tem certo parentesco com Maria, a Mãe de Jesus (já que o evangelista utiliza o termo irmã para ela, querendo indicar parentesco próximo).[1]
- E também tem algum parentesco com Cléofas; provavelmente, parentesco de casamento com este.

João também nos deixou o nome pelo qual a conhecemos: Maria de Cléofas. Este evangelista mostrou que a tia de Cristo esteve junto de sua mãe no momento da crucificação, e presenciou Jesus dar sua mãe, segundo os católicos, como mãe da Igreja.

## A Mãe dos Irmãos de Jesus
Para a maioria dos cristãos de todo o mundo, principalmente para os que se denominam católicos romanos, e que acreditam na Perpétua Virgindade de Maria, interpretando que em Lc 1,34, Maria mostra um voto de Virgindade, Maria de Cléofas é aceita como a mãe dos denominados 'irmãos de Jesus' de Mt 13,55-56.
Maria de Cléofas foi biblicamente e historicamente dita Mãe de Tiago, José, Simão e Judas. Em Mt 27,55-56, foi dita como Mãe de Tiago e José; e a Bíblia também narra-a como sendo mãe de Judas, o Tadeu (Jd 1,1; At 1,13; Lc 6,12-16), visto que este era irmão de Tiago; e pela lógica das listas do Novo Testamento, onde os irmãos são sempre colocados um do lado do outro, Simão Cananeu sempre fica do lado de seus 'irmãos' (Mc 3,16; Mt 10,2-4; At 1,13; Lc 6,12-16). E este são os nomes ditos por Mateus como 'irmãos de Jesus' em Mt 13,55-56. Outro dado histórico importante, é que todos são de Caná, a terra de Maria de Cléofas, e não de Nazaré, terra de Maria, mãe de Jesus.
Muitos padres dos primeiros séculos, como Papias (século II), Eusébio de Cesareia (século IV) e Jerônimo (século IV), acreditavam que os ditos 'irmãos' eram filhos de Maria de Cléofas, e primos de Jesus.
Contudo, os protestantes interpretam como outra situação, eles acreditam que haja tanto 'primos' quanto 'irmãos' biológicos. E não acreditam na Perpétua Virgindade de Maria, seguindo os princípios do montanista Tertuliano de Cartago (Sec. II) e de Helvídio, considerado herege por Jerônimo.

## Parentesco com Alfeu-Cléofas
A Bíblia não deixa clara a relação de Maria de Cléofas com Cléofas-Alfeu (já que Alfeu e Cléofas são formas gregas derivadas do mesmo nome em hebraico "Halphai" e aramaico "Claphai"). Neste caso, há concordância sobre seu parentesco. A maioria das denominações Cristãs a interpreta como relação de marido e mulher, uma vez que geralmente, ao casar, a mulher ganhava o nome do marido.

## Nos Apócrifos
Maria de Cléofas é pouco citada nos evangelhos apócrifos. O Evangelho de Pseudo-Mateus (século VII) apresenta Maria de Cléofas como filha de Cléofas e Ana:
Jesus os encontrou, com Maria sua mãe, junto com sua irmã Maria de Cléofas, que o Senhor Deus havia dado a seu pai Cléofas e sua mãe Ana, porque haviam oferecido Maria, mãe de Jesus, ao Senhor. E ela foi chamada pelo mesmo nome, Maria, para consolação de seus pais.
O Evangelho Árabe da Infância de Jesus apresenta Maria de Cleofas como a mãe do próprio Cleofas.